# ساتوشي كوماتسو
ساتوشي كوماتسو (باليابانية: 小松聖؛ بالكانا: こまつ さとし) هو لاعب كرة قاعدة ياباني، ولد في 29 أكتوبر 1981 في لواكي في اليابان.

## وصلات خارجية
- ساتوشي كوماتسو على موقع الدوري الياباني لكرة القاعدة (الإنجليزية)
- ساتوشي كوماتسو على موقعبيزبول رفرنس.كوم (الدوري الثانوي) (الإنجليزية)